# Ricardo Fernández de Tamarit
Ricardo Fernández de Tamarit.(?, 1874 - Madrid, 1953). Militar.
Ingressà a la infanteria el 1888. Lluità a Cuba (1895-98), i el 1917 ascendí a tinent coronel. Fou preceptor d'Alfons XIII. De setembre a desembre de 1919 va estar al davant del batalló de voluntaris del Regiment de Melilla i a partir de l'1 de setembre de 1920 comandà el tercer batalló del Regiment d'Àfrica. El 1922, ascendí a coronell i fou destinat a Mallorca, on comandà la zona de reclutament de Palma 48. El 1931 es va fer càrrec del regiment d'infanteria Inca 62, que es va dissoldre poc després. Quan s'inicià la Guerra Civil, estava en situació de retirat a Palma i es reincorporà al servei. Virulent espanyolista i enemic de qualsevol contemplació cap a les cultures no castellanes, l'octubre de 1936 va mantenir una polèmica a la premsa amb Llorenç Villalonga, en la qual mostrava el seu desacord i el seu despit contra els signants de la Resposta al Missatge dels Catalans. Fou nomenat jutge instructor de la causa contra el comandament militar de Balears, que es va veure el desembre de 1936, inspector dels jutjats militars de la comandància militar de Balears (1937) i director de l'Escola Militar de Lluc. Va ser el jutge instructor de l'ignominiós judici que va condemnar a mort Emili Darder, Alexandre Jaume, Antoni Mateu i Antoni Maria Ques. El 1938, comandà el sector militar de Palma. Aquest mateix any, ocupà interinament el càrrec de cap nacional de Mobilització, Instrucció i Recuperació -MIR-. El 1939 fou nomenat general honorífic i inspector de les fortificacions i obres de les Balears, càrrec que ocupà fins al 1952. En aquesta època fou el responsable de la construcció de l'anomenada Línia Tamarit que consisteix en la línia de búnquers i fortificacions al llarg de la costa mallorquina i que són molt visibles encara en llocs concorreguts com la platja del Trenc. També exercí l'ensenyament orientat a la preparació d'ingrés a les acadèmies militars.